# فرانك بي أوستين
فرانك بي أوستين (بالإنجليزية: Frank P. Austin)‏ هو مصمم ديكور ‏ أمريكي، ولد في 30 ديسمبر 1937، وتوفي في 20 نوفمبر 2002.